# Amomum lambirense
Amomum lambirense är en enhjärtbladig växtart som beskrevs av Rosemary Margaret Smith. Amomum lambirense ingår i släktet Amomum och familjen Zingiberaceae. Inga underarter finns listade i Catalogue of Life.